# Sentier L'Île-Rousse - Corte
Le sentier L'Île-Rousse - Corte est un itinéraire de randonnée tracé et entretenu par le PNRC (Parc naturel régional de Corse). Ce sentier de moyenne altitude (0 m - 1 848 m) présente plusieurs intérêts. Il est nettement moins fréquenté que le GR20 ou les autres sentiers du PNRC, car créé plus récemment et encore peu promu par le parc naturel régional. Il traverse pourtant 5 micro-régions ou pièves historiques de Haute-Corse : Balagna, Ghjunsani, Caccia, Niolu, et Cortenais.

## Trajet
Parcouru en 5 à 7 jours, le sentier L'Île-Rousse - Corte comprend les étapes suivantes :
- 1. L'Île-Rousse - Speloncato
- 2. Speloncato - Olmi-Cappella
- 3. Olmi-Cappella - Moltifao
- 4. Moltifao - Asco
- 5. Asco - Corscia
- 6. Corscia - Refuge de la Sega
- 7. Refuge de la Sega - Corte

Il est possible d'éviter Moltifao, et faire en un jour le trajet entre Olmi-Cappella et Asco via Bocca di Laggiarello (1 232 m)
Les communes traversées sont :
- L'Île-Rousse
- Monticello
- Speloncato
- Pioggiola
- Olmi-Cappella
- Vallica
- Castifao
- Moltifao
- Asco
- Corscia
- Calacuccia
- Corte.

## Difficulté
Ce sentier est loin d'avoir la réputation du célèbre GR20. Sa faible fréquentation et le manque d'aménagements en font un parcours peu évident. Il est indispensable d'avoir les cartes IGN appropriées (feuilles 4250OT et 4249OT), une boussole, un minimum de sens de l'orientation et d'expérience de la randonnée. Seule l'étape de Corte au col de Bocca a l'Arinella, commune au Mare a mare nord, est balisée convenablement. Certaines parties du tracé, bien que représentées sur les cartes, sont difficiles à distinguer sur le terrain faute d'entretien suffisant. Le découpage des étapes est également assez disproportionné, leur longueur allant quasiment du simple au triple.

## Hébergement et transport
Les communes d'Île-Rousse et Corte sont desservies par les chemins de fer de la Corse ; le randonneur averti se renseignera préalablement sur les horaires qui varient fréquemment. Le port de l'Île-Rousse est également desservi par des ferries.
Corte et l'Île-Rousse présentent toutes les facilités d'hébergement. Le refuge de la Sega géré par le PNRC est généralement ouvert de mai à octobre. Il y a plusieurs possibilités d'hébergement à Asco, un gîte communal à Corscia, un gîte privé à Olmi-Cappella (ancienne maison forestière de Tartagine située hors du village), et un unique hôtel à Speloncato.

## Galerie

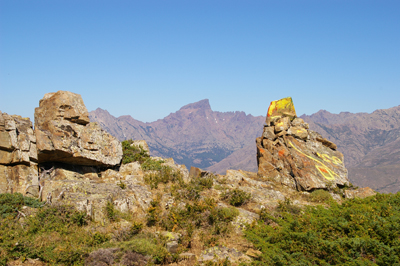
Paglia Orba depuis l'étape A Sega - Corscia
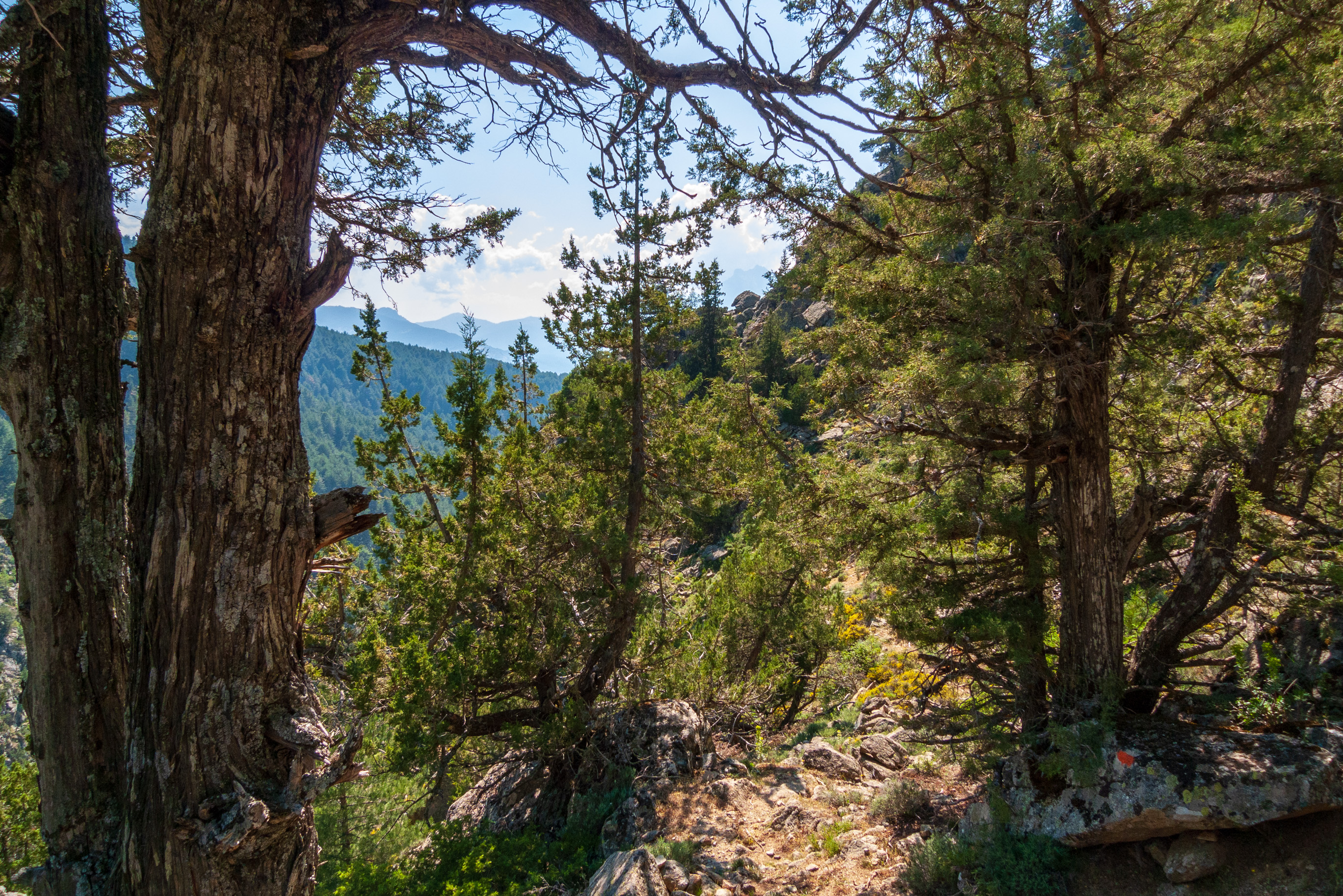
Le sentier à Corscia, avec balisage orange
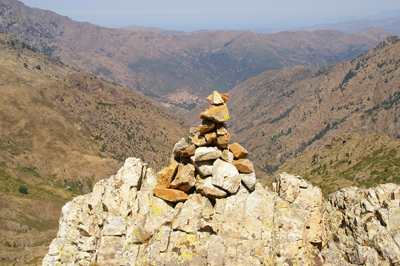
Cairn en vue d'Asco
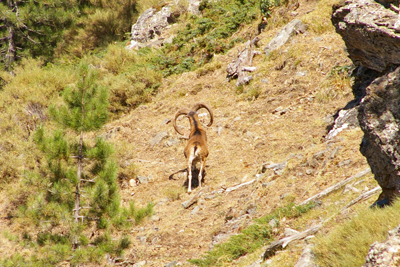
Mouflon en fuite à l'approche d'Asco
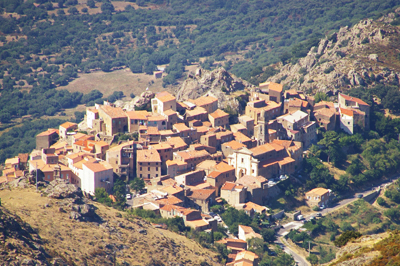
Village de Speloncato